# Amniocentézis

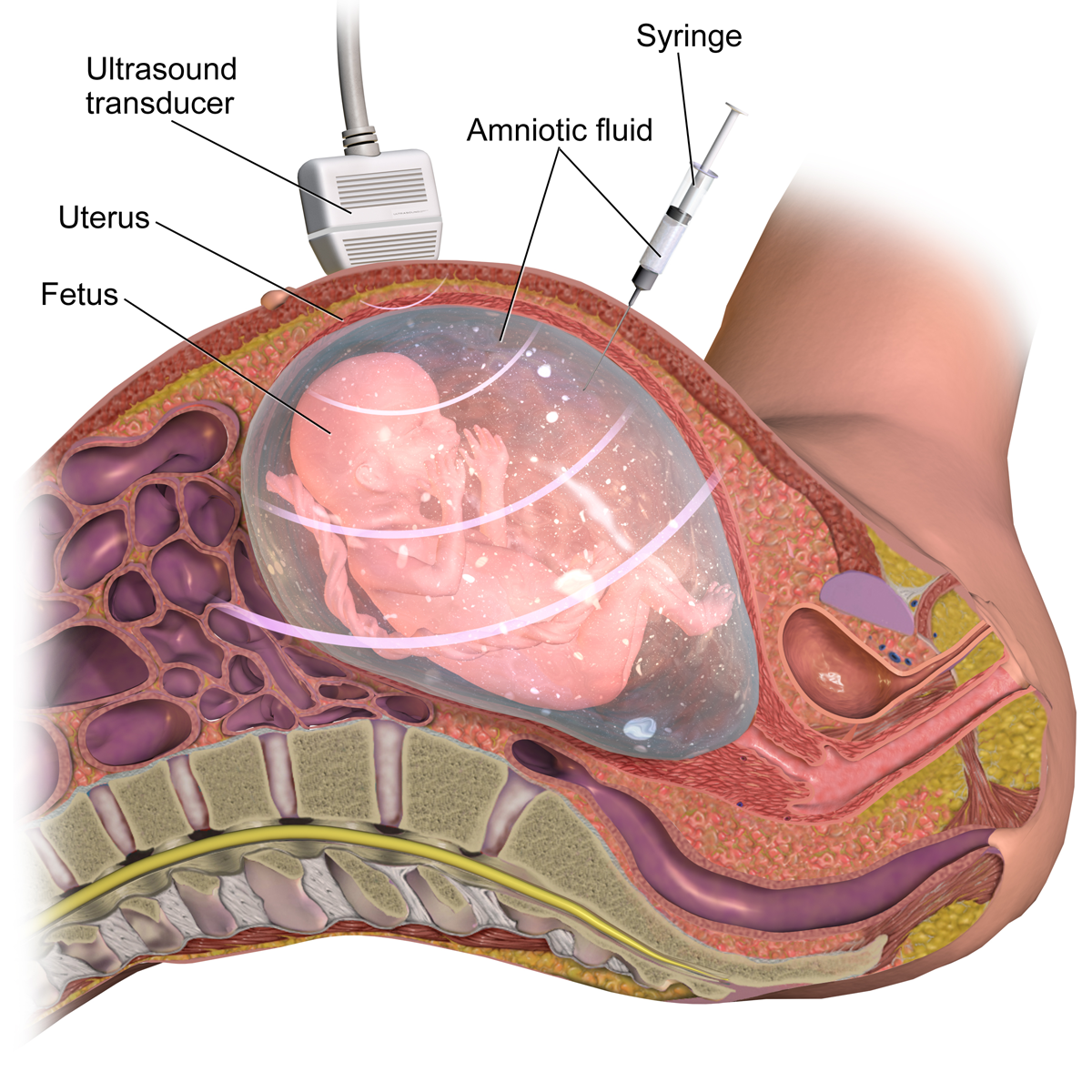
Aminiocentézis

Az amniocentézis olyan eljárás, amelynek során egy tűt szúrnak az anya hasába és leszívják a magzatvizét. [forrás?]
Az amniocentézis (más néven amnioszkópia) a magzatvíz állagának, színének, mennyiségének megítélésére szolgáló vizsgálat.
Tipikusan a szülés kiírt időpontja előtt végzik el, egy - kétnapi gyakorisággal. Fontos célja a magzat esetleges szülés előtti oxigénhiányos állapotának kiszűrése.